# California Dreams
California Dreams ist eine US-amerikanische Sitcom. Die Erstausstrahlung war von 1992 bis 1997 auf NBC. Die Serie hat 78 Folgen in 5 Staffeln, wobei jede Folge eine Länge von etwa 25 Minuten hat. In Deutschland war die Erstausstrahlung am 25. März 1995 bei RTL, es wurden 31 Folgen gesendet. RTL 2 sendete 65 Folgen ab September  1998.

## Handlung
Matt und Jenny Garrison und ihre Freunde Tiffani und Tony gründen die Rockgruppe California Dreams. Sie proben fast jeden Tag in der umgebauten Garage der Familie Garrison am Strand von Kalifornien. Als Manager haben sie Matts besten Freund Sly. Er organisiert immer wieder mal Auftritte. Die Garrisons unterstützen die Gruppe. Dennis, der jüngste Bruder der Garrison erzählt ihnen von den Eskapen, die der Gruppe so passiert. In Folge 17 geht Jenny nach Rom. Neue Sängerin wird Sam Woo.

## Rollen und ihre Darsteller

### Hauptdarsteller
| Rolle                  | Darsteller           |
| ---------------------- | -------------------- |
| Matt Garrison          | Brent Gore           |
| Jenny Garrison         | Heidi Noelle Lenhart |
| Tony Wicks             | William James Jones  |
| Tiffani Smith          | Kelly Packard        |
| Sylvester „Sly“ Winkle | Michael Cade         |
| Richard Garrison       | Michael Cutt         |
| Melody Garrison        | Gail Ramsey          |
| Dennis Garrison        | Ryan O’Neill         |
| Jake Sommers           | Jay Anthony Franke   |
| Sam Woo                | Jennie Kwan          |
| Mark Winkle            | Aaron Jackson        |
| Lorena Costa           | Diana Uribe          |

### Regelmäßige Gäste
| Rolle                         | Darsteller      |
| ----------------------------- | --------------- |
| Principal Blumford (4 Folgen) | Earl Boen       |
| Allison (3 Folgen)            | Nikki Cox       |
| Randi Jo (3 Folgen)           | Brittney Powell |
| Kate / Boogie Babe (2 Folgen) | Bethany Bassler |
| Mangler / Waiter (2 Folgen)   | Matthew Mahaney |